# Wunderwerk
WunderWerk GmbH ist eine deutsche Produktionsfirma im Bereich Kinderprogramm und Familienunterhaltung mit Sitz in Unterföhring bei München und einem Standort in Hamburg. Das Unternehmen wurde 2009 gegründet und stellt sowohl Live-Action als auch Animations-Kinofilme und -Serien her. Die Tätigkeiten umfassen Stoffentwicklung über das Drehbuchschreiben bis hin zu Produktion und Postproduktion. WunderWerk akquiriert Marken, entwickelt neue Ideen und beteiligt sich an Koproduktionen sowie Kofinanzierungen.

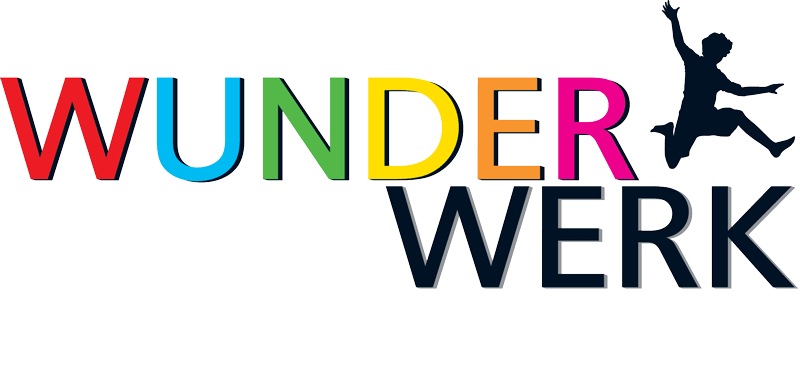
Logo des Unternehmens

## Produktionen

### Kinofilme
- 2005: Felix – Ein Hase auf Weltreise
- 2006: Felix 2 – Der Hase und die verflixte Zeitmaschine
- 2008: Der Mondbär – Das große Kinoabenteuer
- 2009: Prinzessin Lillifee
- 2009: Tiger-Team – Der Berg der 1000 Drachen[4]
- 2011: Prinzessin Lillifee und das kleine Einhorn
- 2014: Der kleine Medicus – Geheimnisvolle Mission im Körper / Der kleine Medicus – Bodynauten auf geheimer Mission im Körper[5]
- 2015: Ritter Trenk
- 2020: Yakari – Der Kinofilm
- 2021: Die Olchis – Willkommen in Schmuddelfing

### TV-Serien
- 1997: Loggerheads (26 × 24 Min)
- 2002: Briefe von Felix – 1. Staffel (26 × 12 Min)
- 2006: Briefe von Felix – 2. Staffel (26 × 12 Min)
- 2007: Der Mondbär – 1. Staffel (26 × 12 Min)
- 2009: Der Mondbär – 2. Staffel (26 × 12 Min)
- 2011: Der kleine Ritter Trenk – 1. Staffel (13 × 24 Min)
- 2012: Der kleine Ritter Trenk – 2. Staffel (13 × 24 Min)
- 2012: Prinzessin Lillifee (26 × 12 Min)
- 2012: Die Wilden Kerle – 1. Staffel (13 × 24 Min)[6][7]
- 2014: Die Wilden Kerle – 2. Staffel (13 × 24 Min)[8]
- 2015: Wir Kinder aus dem Möwenweg – 1. Staffel (26 × 12 Min)[9]
- 2016: Tilda Apfelkern – 1. Staffel (26 × 7 Min)[10]
- 2017: Wir Kinder aus dem Möwenweg – 2. Staffel (26 × 12 Min)[11]
- 2017: Beutolomäus und der wahre Weihnachtsmann (24 × 12 Min)[12]